# Cursa (Star Trek: Voyager)
„Cursa” (titlu original: „Drive”) este al treilea episod din al șaptelea sezon al serialului TV american științifico-fantastic Star Trek: Voyager și al 149-lea episod în total. A avut premiera la 18 octombrie 2000 pe canalul UPN.
A fost scris de Michael Taylor și regizat de Winrich Kolbe.

## Prezentare
Echipajul navei USS Voyager participă cu naveta Delta Flyer într-o cursă sub-warp, avându-i ca piloți pe Tom Paris și B'Elanna Torres, iar cursul evenimentelor îl determină pe Tom s-o ceară pe B'Elanna în căsătorie.

## Actori ocazionali
- Cyia Batten - Irina
- Robert Tyler - Joxom
- Patrick Kilpatrick - Assan
- Brian George - Ambasador O'Zaal
- Chris Covics - Asistent
- Majel Barrett - vocea calculatorului navei